# Даими, Теймур
Теймур Даими (азерб.  Teymur  Daimi , псевдоним; настоящее имя — Теймур Рустам оглы Тагиев, (азерб.  Teymur Rüstəm oğlu Tağıyev ) (26 января 1966, Баку) — азербайджанский художник, кинорежиссер, философ (к. ф. н.), теоретик искусства, публицист.

## Биография
С 1981 г. по 1985 г. учился в Азербайджанском Государственном Художественном училище им. А. Азимзаде, после которого продолжил образование в Государственном Университете Культуры и Искусств, которое завершил в 1993 г.
Принадлежит к поколению современных азербайджанских художников, активно вступивших на арену художественной жизни республики в конце 80-х гг. прошлого века. Именно в тот период, (в 1989 г.) Т. Даими вместе с друзьями основывает первую в Азербайджане независимую художественную группу «Тэсдиг».
С самого начала профессиональной деятельности наряду с художественной практикой занимается теоретическими исследованиями. С 1990 г. деятельность художника принимает междисциплинарный характер. В 1996 г. публикует книгу «Обретение Пути», включающую три эссе — «Обретение Пути», «Манифест преображенного пространства или портрет Тотальной Картины» и «Эпифания ускользающего Единства».
В 2000 г. защищает диссертацию по философии в Институте Философии,Социологии и Права при Академии Наук Азербайджана.
С 2003 по 2005 гг. работает сценаристом и режиссёром в компании «Caspian Supplies».
В 2005 г. — арт консультант проекта «Содействие формированию рынка современного искусства и развитию арт бизнеса» (Арт-Кавказ 2005)
В 2006 г. — Соредактор международного журнала по современному искусству «Cord»
С 2006 по 2009 гг. Член Международной Закавказской Конфедерации Кинематографистов (IFASK).
C 2007 по 2010 гг. — Соредактор международного интернет портала по Культуре и Искусству.
В 2009 г. представляет Азербайджан на Биеннале в Венеции. В 2007 и 2011 гг. входит в команду, разрабатывающую концепцию национального павильона венецианского биеннале и в качестве арт критика пишет статьи в каталоги этих экспозиций.
В настоящее время преподает в Азербайджанском Государственном Художественном Колледже при Академии Художеств Азербайджана, продолжая деятельность в сфере художественной практики и аудиовизуального искусства.

## Творчество
Круг его профессиональных интересов довольно широк и охватывает различные дисциплины, включая, в первую очередь, визуальные искусства, экспериментальное кино, философию, художественную и кинокритику, педагогику, антропологические практики и т. д.
Начинал как художник-живописец, разрабатывая принципы современной «Тотальной Картины» и «Искусства Озарения», основываясь на традициях сакрального искусства мастеров древности и Средневековья. Именно этим вопросам посвящена его книга «Обретение Пути». Позже наряду с живописью и графикой стал создавать инсталляции, делать художественные акции и перформансы, наиболее значимым из которых явился перформанс-мистерия «Архетип женщины», осуществленный им совместно с режиссёром Вагифом Ибрагимоглы в авангардном театре «Йуг» (1996 г.). В интеллектуальной практике Т. Даими концепты «Тотальной Картины» и «Искусства Озарения» эволюционировали в «Нон-актуальную апофатическую стратегию» и «Нон-актуальное искусство».
В 2002 г. снимает свой первый фильм «Внутренний рай» и, вслед за ним «Под покровом» специально для видео фестиваля в рамках Кавказского проекта, проводимого в Страсбурге, во Франции. С тех пор наряду с визуальным искусством занимается кино, сняв в качестве сценариста и режиссёра двадцать три фильма, на стыке экспериментального и традиционного кинематографов. Наряду с (аудио)визуальной практикой занимается исследованиями тем, связанных с экранной культурой: видео и медиаискусством, экспериментальным кино и мультимедийными репрезентативными стратегиями. Проблематизирует отношение между профессиональными статусами видеохудожника и кинорежиссера, утверждая прозрачность границ между разными видами экранной культуры.
В 2011 г. по собственному оригинальному сценарию снимает свой дебютный полнометражный художественный фильм «Последний», в главной роли которого снялся известный бакинский писатель-фантаст Александр Хакимов.
Теймур Даими, придерживаясь концепции «homo universalis», в творчестве реализует идею интеграции различных искусств и наук в метадисциплинарную творческую стратегию, объединяющую воедино теорию и практику, логику и интуицию, рациональный метод и медитацию. В приложении к творчеству это означает обнаружение прозрачности границ между видами, формами и жанрами культуры и искусства и прикосновение к архитипической стихии творчества. Таким образом, данная стратегия превращает тот или иной институциональный вид творческой деятельности в антропологическую практику («практика себя» по С. Хоружию и М. Фуко), становится технологией самопознания. В этом случае важным является не только повышение профессионального уровня в конкретной сфере деятельности, но и изучение мировых интеллектуально-духовных традиций и технологий работы с сознанием и мышлением.
В связи с этим творчество Т. Даими носит мультимедийный характер. В зависимости от направленности проекта он работает в области живописи, графики, инсталляции, перформанса, философской эссеистики, фото/видеоарта, кино, педагогики… предпочитая интердисциплинарные формы творческой реализации. Хотя, приоритетной сферой деятельности на сегодняшний день являются аудиовизуальное искусство — мир «движущихся изображений» — и социокультурная аналитика.

## Искусство-как-психотехнология
Творчество Теймура Даими, несмотря на формальную принадлежность к сфере современной культуры, базируется на ином подходе и восходит к иным, «нон-актуальным» принципам. Сам автор считает «общий контекст современной культуры» довольно бесплодным и рассматривает феномен подлинного искусства в чисто функциональном, прикладном значении, как оно, предположительно, рассматривалось в древнем мире. С его точки зрения, искусство не имеет самостоятельной ценности, не является «образным осмыслением действительности», способом самовыражения художника, «видом культурной деятельности, удовлетворяющей любовь человека к прекрасному» (Искусство // Малый энциклопедический словарь Брокгауза и Ефрона: В 4 томах. — СПб.,1907—1909), «деятельностью, направленной на создание эстетически-выразительных форм» или «одной из форм художественной деятельности общественного сознания», художественным познанием мира и т. д. и т. п. Согласно Даими искусство, как область, непосредственно связанная с нашим восприятием, есть оперативная часть психотехнологий и её целью является исправление фундаментальной нейрогенетической аномалии человеческой природы, которую сам автор определил как Дефект Восприятия. Этот Дефект известен традиционным учениям как принцип неведения, — например, в индуизме «авидья» — "незнание или «исходная омрачённость сознания», являющаяся корневой причиной «не подлинного восприятия мира» и противодействующая «постижению сущности бытия». В программном тексте «Манифест Нон-актуального: отворить дверь», рассматривая существующие на сегодняшний день три типа искусства — искусство-как-искусство (автономия), искусства-как-наука (эстетико-научный эксперимент) и искусство-как-политика (социальное действие) — Даими предлагает ввести четвертый тип — искусство-как-(нейро)психотехнология (антропологическая практика).
Чтобы совершить методологический поворот от трех существующих типов искусства к четвертому, наиболее фундаментальному, нужно перенести акцент с вопросов «ЧТО есть искусство?» на вопрос «ПОЧЕМУ есть искусство?» и тогда можно будет прийти к пониманию инструментальной природы искусства, осознать, что оно есть, прежде всего, средство к достижению человеком целей, находящихся далеко за рамками как самого искусства, так и всей культуры, в целом. Речь идёт о целях экзистенциальных и трансцендентных, связанных с финальным предназначением человека, со сверхзадачами его пребывания здесь и сейчас.

## Избранные публикации
- Ожившие тени. «ТОПОС», Литературно-философский журнал. 2014
- Об экспериментальности фильма «Последний». «ТОПОС», Литературно-философский журнал. 2012
- Больше, чем кино: кинофилософия Терренса Малика. «ТОПОС», Литературно-философский журнал. 2012
- В преддверии возвращения Смысла… Портал культуры и искусства. 2011
- Манифест антифеминизма или теологический кинотрактат? «ТОПОС», Литературно-философский журнал. 2010
- Разговор от собственного имени. Портал культуры и искусства. 2010
- Проект иной творческой стратегии. Портал культуры и искусства. 2010
- Парафутурологическая рефлексия: дать истории завершиться — первая часть."ТОПОС", Литературно-философский журнал. 2010
- Парафутурологическая рефлексия: дать истории завершиться — вторая часть."ТОПОС",Литературно-философский журнал. 2010
- Записки перцептивного нигилиста, или жизнь после философии. Перцептология versus семиология. ХЖ, № 69 2008
- Правда художника: проблема символической власти. Введение в новую теологию культуры. ХЖ,№ 67/68 2008
- Причастность к общей судьбе. ХЖ, № 65/66 2007
- Гносеология против онтологии: тотальное изъятие ценностей. ХЖ, № 64, 2007
- Величие неочевидного. ХЖ, № 63 2006

## Фильмография
1. 2002 — Внутренний рай
2. 2002 — Под покровом
3. 2003 — Зов огня
4. 2003 — Пробуждение
5. 2003 — Сердце Храма
6. 2005 — Гео-Творчество
7. 2005 — Чёрный Рай
8. 2006 — Палитра жизни художника
9. 2008 — Идиллия
10. 2008 — Приватная карта
11. 2009 — Паранаирс
12. 2010 — Любовь? Не та, так эта
13. 2011 — Последний
14. 2012 — Транс-коммуникация: вторжение смыслов
15. 2015 — Окно
16. 2016 — Созерцание невидимого
17. 2016 — Я Мона Лиза
18. 2017 — Это Любовь
19. 2017 — Глитч… Климт арт…
20. 2018 — Спектр
21. 2018 — Три
22. 2018 — Воздух
23. 2018 — Шарик

## События, фестивали, проекты
- - 2014 — Авторский курс по арт аналитике и концептологии «Вначале было Слово. Тайна, Сила и Энергия творящего Слова».[7]
  - 2014 — Арт Дубай, павильон Кавказа и Центральной Азии, Дубай, Объединенные Арабские Эмираты[8]
  - 2012 — Презентация медиапроекта «Транскоммуникация: вторжение смыслов», Баку, Азербайджан[9]
  - 2011 — «Земля и люди», Международный Кинофестиваль, Уфа, Россия[10]
  - 2011 — Презентация фильма «Последний», Баку, Азербайджан[11]
  - 2009 — UNMITED", Базель, Швейцария[12]
  - 2009 — «CURRAINT D`AJER», Наирс-Скул, Швейцария[13]
  - 2009 — «Cogito ergo sum», 53-е Венецианское Биеннале, Италия[14]
  - 2009 — «Maiden Tower», Международный Форум по современному искусству, Баку, Азербайджан[15]
  - 2009 — «Artisterium», Международная выставка современного искусства, Тбилиси, Грузия[16]
  - 2008 — «Steps of Time», Дрезден, Германия[17]
  - 2007 — «Время жить», Международный Кино Форум, Петербург,Россия[18]
  - 2007 — Азербайджанская современная фотография, Москва, Россия[19]
  - 2007 — «Гетеротопии. Другие места», I Международное Биеннале по современному искусству, Салоники, Греция[20]
  - 2006 — «East-West», Международный Фестиваль Искусств, Ди, Франция
  - 2006 — «КиноШок», Кинофестиваль стран СНГ и Балтии, Анапа[21]
  - 2006 — «Звёзды Шекина», Международный Кинофестиваль молодого кино, Алматы[22]
  - 2006 — XXVIII Московский Международный Кинофестиваль, Медиа Форум, Москва[23]
  - 2006 — Презентация фильма «Сердце Храма» в Грузинской Государственной Академии Художеств, Тбилиси
  - 2006 — Афинский Международный Фестиваль Видеоарта, Афины[24]
  - 2005 — «Эко-топия: Современное искусство и Природа на Южном Кавказе, II этап», Берлин[25]

- - 2005 — «Новое кино. XXI век», Смоленский Международный Кинофестиваль, Смоленск, Россия[26]
  - 2005 — «Арт Кавказ» Международный Фестиваль визуальных искусств, Тбилиси, Грузия
  - 2003 — Международный интердисциплинарный проект «Экотопия: Современное искусство и природа на Кавказе, I этап», Тбилиси, Грузия
  - 2003 — Международный видео фестиваль в рамках Кавказского Проекта, Брюссель, Бельгия[27]
  - 2003 — Международный видео фестиваль в рамках Кавказского Проекта, Страсбург, Франция[28]

## Акции и перформансы[29]
- - 2003 — «Излучение Нон-актуального». Тбилиси, Грузия
  - 2002 — Май: «Галатея». Баку, Азербайджан, Август: «Внутренний Рай». Баку, Азербайджан
  - 2001 — Август: «Золотой Зародыш». Апшерон, Азербайджан, Сентябрь: «Гео-творчество». Апшерон, Азербайджан
  - 1999 — «Нео-Гобустан». Куба, Азербайджан
  - 1998 — «Исчезающая телесность». Баку, Азербайджан
  - 1995 — «Архетип Женщины».(совместно с Вагифом Ибрагим-оглы и актрисами театра «Йуг»). Баку, Азербайджан
  - 1989 — Июль: «Невидимые связи». Варшава, Польша, Сентябрь: «Сотворение мира или нахождение Центра». Апшерон, Азербайджан

## Высказывания и афоризмы
ХУДОЖНИК-МАРИОНЕТКА
Художник, не утруждающий себя изучением истории и философии искусства становится марионеткой в руках куратора, галериста, другого художника, который изучает всё это…
Ф. Бэкон был прав, знание — сила.
ПРОБЛЕМЫ
У проблем, даже очень серьёзных есть одна волшебная особенность. Как только вы, «с широко закрытыми глазами» пристально вглядываетесь в них — они исчезают.
МОЛОДЫМ ХУДОЖНИКАМ
Сегодня современным искусством является то, что ВЫГЛЯДИТ КАК современное искусство. Исходя из этой простой истины и надо действовать.
ДВА ЧЕЛОВЕЧЕСКИХ ТИПА
Мир делится на тех, кто, в основном, пребывает в режиме «интенсивно-вибрирующей лени», наслаждаясь качеством интеллектуально-эстетического ДОСУГА и трудоголиков-биороботов, работающих в мире цифр и количества с утра до ночи и нарабатывающих немыслимые капиталы.
Если внимательно присмотреться… вторые работают на первых.
ВСЁ ТАК ПРОСТО
А ведь цель нашего пребывания в этом мире проста — превратить свою собственную жизнь в произведение искусства и, таким образом,
осуществить самые высшие потенции судьбы.